# Schlacht von Ibera
Saguntum – Lilybaeum II – Rhone – Ticinus – Trebia – Cissa – Trasimenischer See – Ager Falernus – Geronium – Cannae – Nola I – Nola II – Ibera – Cornus – Nola III – Beneventum I – Syrakus – Tarentum I – Capua I – Beneventum II – Silarus – Herdonia I – Obere Baetis – Capua II – Herdonia II – Numistro – Asculum – Tarentum II – Neu Karthago – Baecula – Grumentum – Metaurus – Ilipa – Crotona – Große Felder – Cirta – Zama
Die Schlacht von Ibera, auch bekannt als Schlacht von Tortosa, war ein Gefecht zwischen Römern und Karthagern im Zweiten Punischen Krieg.

## Vorgeschichte
Während der wesentliche Verlauf des Zweiten Punischen Kriegs sich in Italien mit Hannibal abspielte, wurde Hasdrubal, ein Bruder Hannibals, damit beauftragt, die karthagischen Kolonien auf der iberischen Halbinsel vor Angriffen der römischen Legionen zu verteidigen. Die römischen Feldherrn Gnaeus Cornelius Scipio Calvus und Publius Cornelius Scipio marschierten 218 v. Chr. mit 30.000 Legionären nach Spanien. Der militärische Hauptstützpunkt der Karthager lag in Neu-Karthago und die Römer provozierten einen Angriff Hasdrubals, indem sie den Fluss Ebro überschritten. Dies hatte schon vorher zur Schlacht am Ebro geführt. Diese hatten die Römer gewonnen, und Hasdrubal brauchte dringend einen Sieg, um seinem Bruder Hannibal in Italien Rückendeckung zu verschaffen. Die Karthager griffen daher im Frühjahr 215 v. Chr. die von Cornelius Scipio besetzte Stadt Tortosa an.

## Verlauf
Die Schlacht wurde auf den Feldern vor der Stadt ausgetragen. Die Karthager marschierten in breiter Front an, mit der iberischen Infanterie in der Mitte und den Reitern und Elefanten an den Flanken. Als die römischen Legionäre angriffen, konnten diese anfangs den Kernteil des feindlichen Heeres zurückdrängen, nun konnten die karthagischen Reiter den Römern in die Seiten fallen, was das Siegesblatt kurzzeitig wendete. Aufgrund des unebenen Gelände konnten die Kriegselefanten nicht eingesetzt werden, sie hätten den eigenen Truppen wohl mehr geschadet als den feindlichen. Die Scipionen griffen nun mit den Reitern an, was Hasdrubal daran hinderte, die römischen Soldaten wie bei Cannae einzuschließen. So konnten sich die Legionen neu formieren und einen gemeinsamen Angriff gegen die leichtbewaffneten iberischen Fußtruppen führen. Bei den Karthagern entstand eine Panik, weswegen viele flohen. Hasdrubal sah die Schlacht als verloren und zog sich mit den Reitern zurück.

## Folgen
Die Römer hatten trotz des Sieges sehr hohe Verluste zu beklagen, doch waren diese bei den Karthagern wohl nicht weniger hoch. Nach dieser Niederlage der Karthager blieb der Norden Spaniens weiter in römischer Hand. Hasdrubal war vor seinen eigenen Leuten blamiert, da er kein solches strategisches Können aufwies wie sein Bruder. Der Hass Karthagos auf diese zwei römischen Feldherrn erhöhte sich noch, was schließlich zu den Gefechten an der Oberen Baetis führte, in der beide den Tod fanden.